# Eplerenon
Eplerenon, som säljs under varumärksnamnet Inspra, är en aldostesteronantagonist och ett kaliumsparande diuretikum som används för att behandla kronisk hjärtsvikt och högt blodtryck, särskilt för personer med resistent hypertoni på grund av förhöjt aldosteron. Tillskillnad från spironolakton är eplereron en mer selektiv aldosteronreceptorantagonist.

## Medicinsk användning

Eplerenons strukturformel

### Hjärtsvikt
Eplerenon minskar risken för död hos patienter med hjärtsvikt, särskilt hos patienter med nylig genomgången hjärtinfarkt.

### Högt blodtryck
Eplerenon sänker blodtrycket hos patienter med primär hypertoni. Eplerenon minskar också arteriell stelhet och vaskulär endotel dysfunktion.
För personer med resistent hypertoni är eplerenon säkert och effektivt för att sänka blodtrycket, särskilt hos personer med resistent hypertoni på grund av hyperaldosteronism. 

## Biverkningar
Vanliga biverkningar förknippade med användning av eplerenon inkluderar: hyperkalemi, hypotoni, yrsel och minskat renalt clearance.  I jämförelse med spironolakton har eplerenon en lägre förekomst av sexuella biverkningar såsom feminisering, gynekomasti, impotens och låg sexlust.

### Interaktioner
Eplerenon metaboliseras primärt av cytokrom P450-enzymet CYP3A4. Det finns således potential för negativa läkemedelsinteraktioner med andra läkemedel som inducerar eller hämmar CYP3A4. Specifikt är samtidig användning av de potenta CYP3A4-hämmarna ketokonazol och itrakonazol kontraindicerat. Andra CYP3A4-hämmare inklusive erytromycin, saquinavir och verapamil bör användas med försiktighet. Andra läkemedel som ökar kaliumkoncentrationerna kan öka risken för hyperkalemi i samband med eplerenonbehandling, inklusive saltersättningsmedel, kaliumtillskott och andra kaliumsparande diuretika.